# Bonaventura Ibáñez
Buenaventura Ibáñez (Barcelona, 18 de febrero de 1876 – Ib., 1 de mayo de 1932) fue un actor español que realizó su carrera especialmente durante la época del cine mudo.

## Biografía

### Pantomima
Ya en abril de 1891 se presentó en el Palacio de Cristal de Barcelona la compañía familiar de pantomima dirigida por su hermano José Ibáñez, de la que también formaban parte Cristóbal y Jorge. Al año siguiente, los hermanos se incorporaron como comparsas a la troupe de los Onofri. Buenaventura destacó interpretando el papel de don Lluís de Montblanc en la versión mímica de Don Juan de Serrallonga, lo que motivó que los Onofri le llevaran en su posterior gira por Francia. Reincorporado a la compañía familiar, con la que debutó en Barcelona Enrique Adams, actuó en diferentes escenarios barceloneses, especialmente los más renombrados del Paralelo, en ocasiones asociándose con otros renombrados mimos como Pierre Schmidt o Achille Corradi.
Al comenzar el siglo XX la compañía familiar pasó a ser dirigida por el propio Buenaventura, trabajando en localidades de la costa mediterránea francesa como Cètte, donde se ganó a los críticos franceses, que llegaron a compararlo con el célebre Deburau. Pero fue en Barcelona donde continuó desarrollando principalmente su carrera sobre los escenarios. En 1906 comenzó a actuar en el Teatro Pabellón Soriano donde, en colaboración con Juan Rodríguez, llegó a representar dos títulos diferentes cada día de la semana, alguno de los cuales había sido escrito expresamente para él. De la compañía de Ibáñez surgieron otros actores como Juan Argelagués o Joaquín Carrasco.
Sin embargo, pese a todos los esfuerzos, la pantomima era ya un género en decadencia y los sucesos de la Semana Trágica, ocurridos en pleno verano de 1909, resultaron definitivos.  Fue entonces cuando Ibáñez se incorporó al cine como actor de reparto.

### Cinematografía italiana
Será la efervescente actividad artística de la industria cinematográfica italiana la que lo atraiga. Tras participar en algunos títulos producidos por Milano Films a las órdenes de Giuseppe De Liguoro, se instaló en la industriosa ciudad de Turín, donde participó en el rodaje de varias películas a las órdenes de diferentes directores para una de las principales productoras cinematográficas, Itala Film. Incluso desempeñó diferentes papeles en Cabiria, la gran superproducción dirigida por Giovanni Pastrone.
Después de una breve estancia en Barcelona, provocada por el estallido de la Primera Guerra Mundial, Ibáñez continuó trabajando para productoras cinematográficas italianas muy diversas, coincidiendo con otros intérpretes de probada profesionalidad como Letizia Quaranta, Pina Menichielli, María Jacobini y Fabienne Fabrèges, o con su antiguo compañero de pantomima Joaquín Carrasco. Con la llegada de los años 20 su nombre aparecerá en el elenco de producciones tan ambiciosas como la versión de El Puente de los Suspiros dirigida por Domenico Gaido, la arriesgada versión que Mario Bonnard realizó de Los novios o una de las mejores versiones fílmicas del clásico de Edmond Rostand Cyrano de Bergerac, dirigida por su amigo Augusto Genina, a cuyas órdenes también desempeñó el papel que tal vez proporcionó su mayor éxito, el de viejo Lord en ¿Chico o chica?. Ibáñez fue previamente contratado por la productora independiente Inspiration Picture para participar en Roma en el rodaje de La hermana blanca, una película dirigida por Henry King, igual que Rómula, títulos en los que compartirá cartel con la afamada Lilian Gish.

### Cinematografía francesa
Pese a que todavía en 1929 Ibáñez rodó una película considerada como uno de los últimos estertores de la cinematografía muda italiana, La gracia, Ibáñez se instaló en la segunda mitad de los años veinte en París para intervenir en alguno de los títulos más significativos del cine francés de entonces, como El conde de Montecristo de Henri Fescourt,  considerada la última superproducción del cine mudo.

### Últimas películas
Fue entonces cuando tuvo la oportunidad de participar en algunos proyectos cinematográficos de versión múltiple con títulos como la producción franco-hispano-mexicana El León de Sierra Morena de Miguel Contreras o Miss Europa, protagonizada por la norteamericana Louise Brooks. También participó en el rodaje de Cinópolis, la versión española dirigida por José María Castellví de la película Elle veut faire du cinema y acompañó a su protagonista, Imperio Argentina, hasta Alemania para filmar otra película, El amor solfeando. De esta manera su nombre aparecerá ligado a algunos de los primeros títulos del cine español sonoro, rodados en Alemania y Francia. También participó en la película La Edad de Oro a las órdenes de Luis Buñuel.

## Filmografía parcial
- Los secretos del alma (I segreti dell'anima), dirigida por Vincenzo Denizot (1912)
- La caverna funesta (L'antro funesto), dirigida por Sandro Camasio (1913)
- Cabiria, dirigida por Giovanni Pastrone (1914)
- Al límite del Nirvana (Sul limite del Nirvana), dirigida por Vittorio Rossi Pianelli (1915)
- La máscara loca (La maschera folle), dirigida por Leopoldo Carlucci (1915)
- La burla de Satanás (Beffa di Satana), dirigida por Telemaco Ruggeri (1915)
- Semejanza fatal (Somiglianza funesta), dirigida por Telemaco Ruggeri (1916)
- Il delitto della villa solitaria, dirigida por Adelardo Fernández Arias (1916)
- El forajido aéreo (Il predone dell'aria), dirigida por Alberto Traversa (1916)
- Wanda Warenine, dirigida por Riccardo Tolentino (1917)
- La pecorella smarrita, dirigida por Giuseppe Ciabattini (1917)
- Maternità, dirigida por Ugo De Simone (1917)
- La leggenda dei Costamala, dirigida por Giuseppe Ciabattini (1917)
- El refugio del alba (Il rifugio dell'alba), dirigida por Mario Bonnard (1918)
- Le labbra e il cuore, dirigida por Pio Vanzi (1919)
- Corazón de hierro y corazón de oro (Cuor di ferro e cuor d'oro), dirigida por Dante Cappelli y Luigi Maggi (1919)
- La testa della Medusa, dirigida por Alessandro De Stefani (1921)
- El Puente de los Suspiros (Il ponte dei sospiri), dirigida por Domenico Gaido (1921)
- Il mistero in casa del dottore, dirigida por Alessandro De Stefani (1922)
- Los novios (I promessi sposi), dirigida por Mario Bonnard (1922)
- La pecadora sin pecado (La peccatrice senza peccato), dirigida por Augusto Genina (1922)
- Cyrano de Bergerac, dirigida por Augusto Genina (1923)
- La hermana blanca (The White Sister), dirigida por Henry King (1923)
- Sant'Ilario, dirigida por Henry Kolker (1923)
- Las caras del amor (I volti dell'amore), dirigida por Carmine Gallone (1924)
- International Gran Prix, dirigida por Amleto Palermi (1924)
- Rómula (Romola), dirigida por Henry King (1924)
- ¿Chico o chica? (L'último lord), dirigida por Augusto Genina (1926)
- Croquette, dirigida por Louis Mercanton (1927)
- Flor de Argelia (La maison du Maltais), dirigida por Henri Fescourt (1927)
- El carnaval de Venecia (Il carnevale di Venezia), dirigida por Mario Almirante (1928)
- La gracia (La grazia), dirigida por Aldo De Benedetti (1929)
- El conde de Montecristo (Monte-Cristo), dirigida por Henri Fescourt (1929)
- Bésame (Embrassez-moi), dirigida por Robert Péguy (1929)
- Miss Europa (Prix de beauté), dirigida por Augusto Genina (1930)
- El amor solfeando, dirigida por Robert Florey (1930)
- La Edad de Oro (L'âge d'or), dirigida por Luis Buñuel (1930)
- Cinópolis, dirigida por José María Castellví y Francisco Elías (1931)